# Iglesia de San Juan Evangelista (Warminster)
La iglesia de San Juan Evangelista (en inglés: Church of St John the Evangelist), o abreviada Iglesia de San Juan (St John’s Church), es un templo anglicano perteneciente a la Iglesia de Inglaterra, situado en el número 95 de la Boreham Road en Warminster, Wiltshire, Inglaterra. La iglesia fue fundada en 1865, y concedida el grado II* en la Lista del Patrimonio Nacional de Inglaterra el 31 de marzo de 1978.

## Historia y características

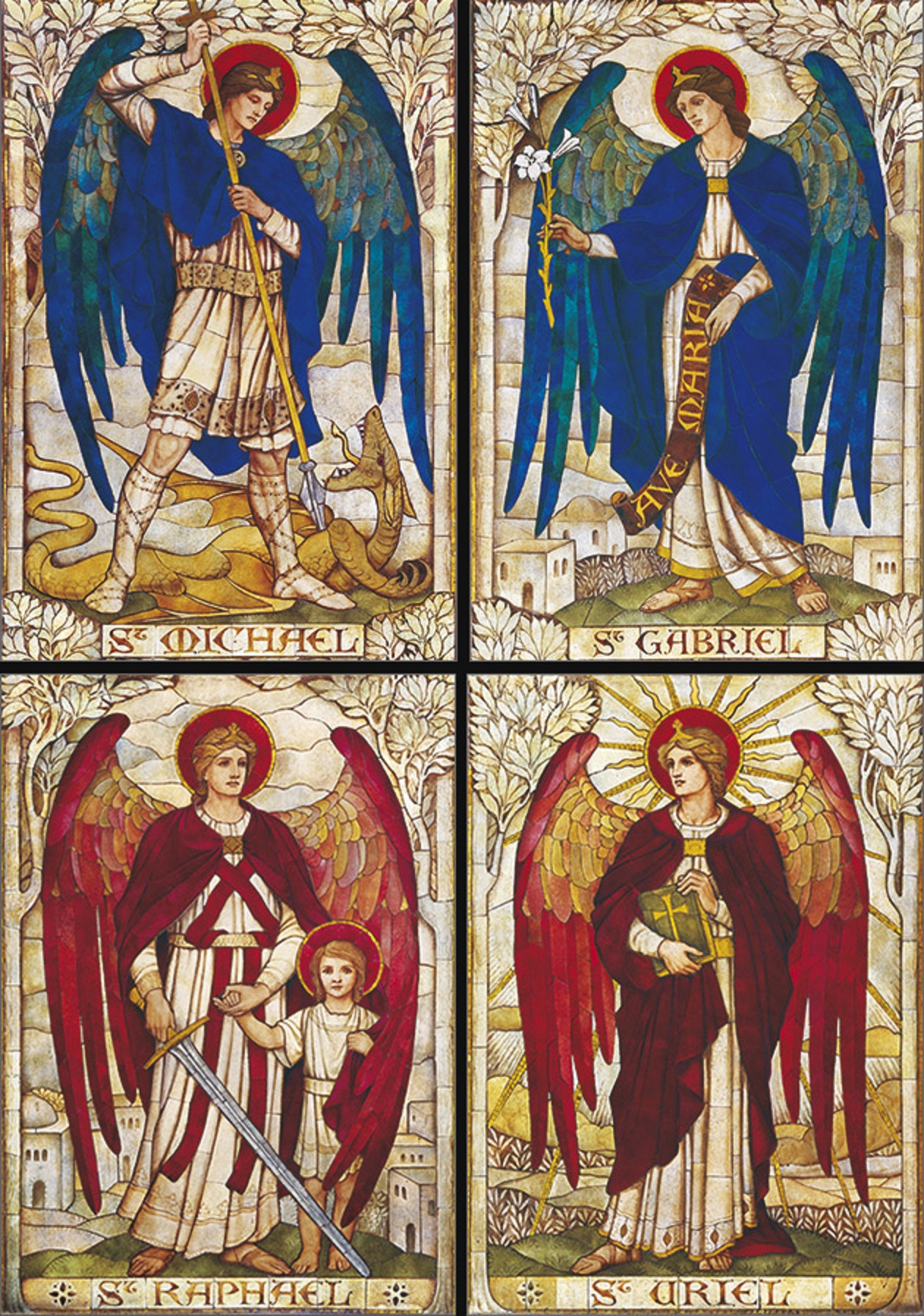
Mosaicos de los cuatro arcángeles en la pared este del presbiterio, detrás del retablo. En sentido horario: Miguel, Gabriel, Uriel, y Rafael.

La iglesia fue construida en 1865 debido al hacinamiento de la Iglesia parroquial de San Denís, y se completó en el mismo año. El sitio está aproximadamente 1,2 km al sureste del centro de Warminster, en un campo llamado Picked Acre junto a Boreham Road, que fue entregado por William Temple de Bishopstrow House en 1859. El reverendo J. E. Phillips abrió un fondo de construcción que en menos de un año recaudó £2,700, una cantidad mayor que el costo final del edificio de £1,935.
El templo fue diseñado por George Edmund Street, un arquitecto londinense, entre 1864–1865, en el estilo inglés temprano con elementos neogóticos; tiene una nave con su nave lateral norte, un presbiterio con su nave lateral norte para el órgano, una sacristía, un pórtico sur y una espadaña.
A juzgar por el exterior de aspecto relativamente ordinario, el interior es bastante inesperado. El suelo de baldosas, el retablo, el coro alto del presbiterio, el púlpito, la pila bautismal, los puestos de coro de roble, y los bancos de la nave, fueron completados antes de 1868. El retablo tiene un gablete con el relieve de la crucifixión. La vidriera detrás del retablo fue realizada por Clayton y Bell. A ambos lados de la vidriera se encuentran los mosaicos de los cuatro arcángeles, que fueron realizados por James Powell e Hijos.
Los murales de mosaico y opus sectile de escenas bíblicas fueron diseñados por Charles Ponting y pintados por James Powell e Hijos entre 1911–1915. Estas impactantes imágenes de fin-de-siècle están bien emparejadas por los mosaicos de los cuatro arcángeles en la pared este del presbiterio. Ponting también añadió un baptisterio entre 1925–1926.